# Фара-ин-Сабина
Фара-ин-Сабина (итал. Fara in Sabina) — коммуна в Италии, располагается в регионе Лацио, подчиняется административному центру Риети.
Население составляет 10 801 человек, плотность населения составляет 200 чел./км². Занимает площадь 54 км². Почтовый индекс — 02032. Телефонный код — 0765.
Покровителем коммуны почитается святой Антоний Апамейский, празднование 2 сентября.

## Города-побратимы
- Вильмюр-сюр-Тарн (Франция)

## Галерея

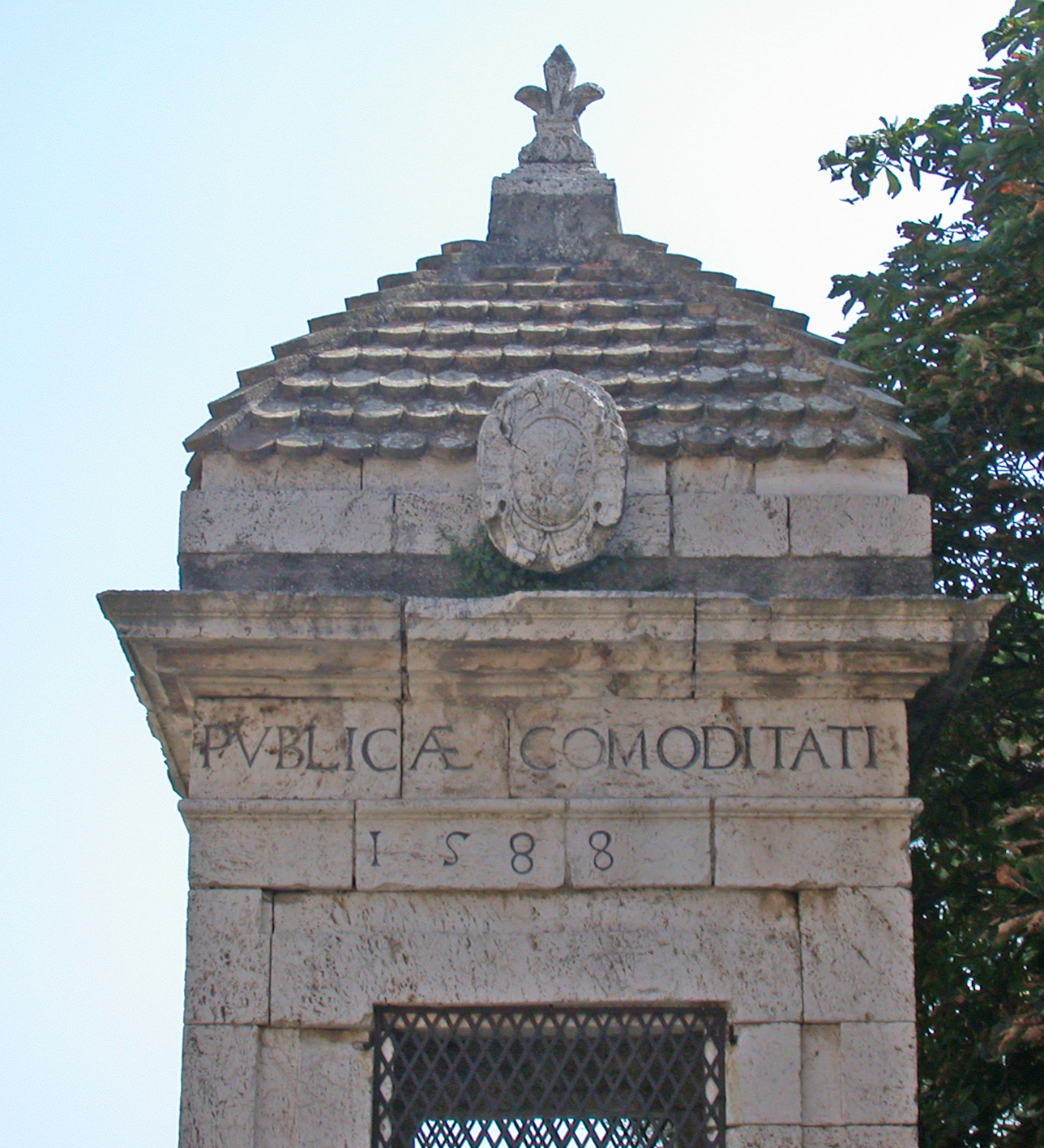
Детали росписи городской водокачки
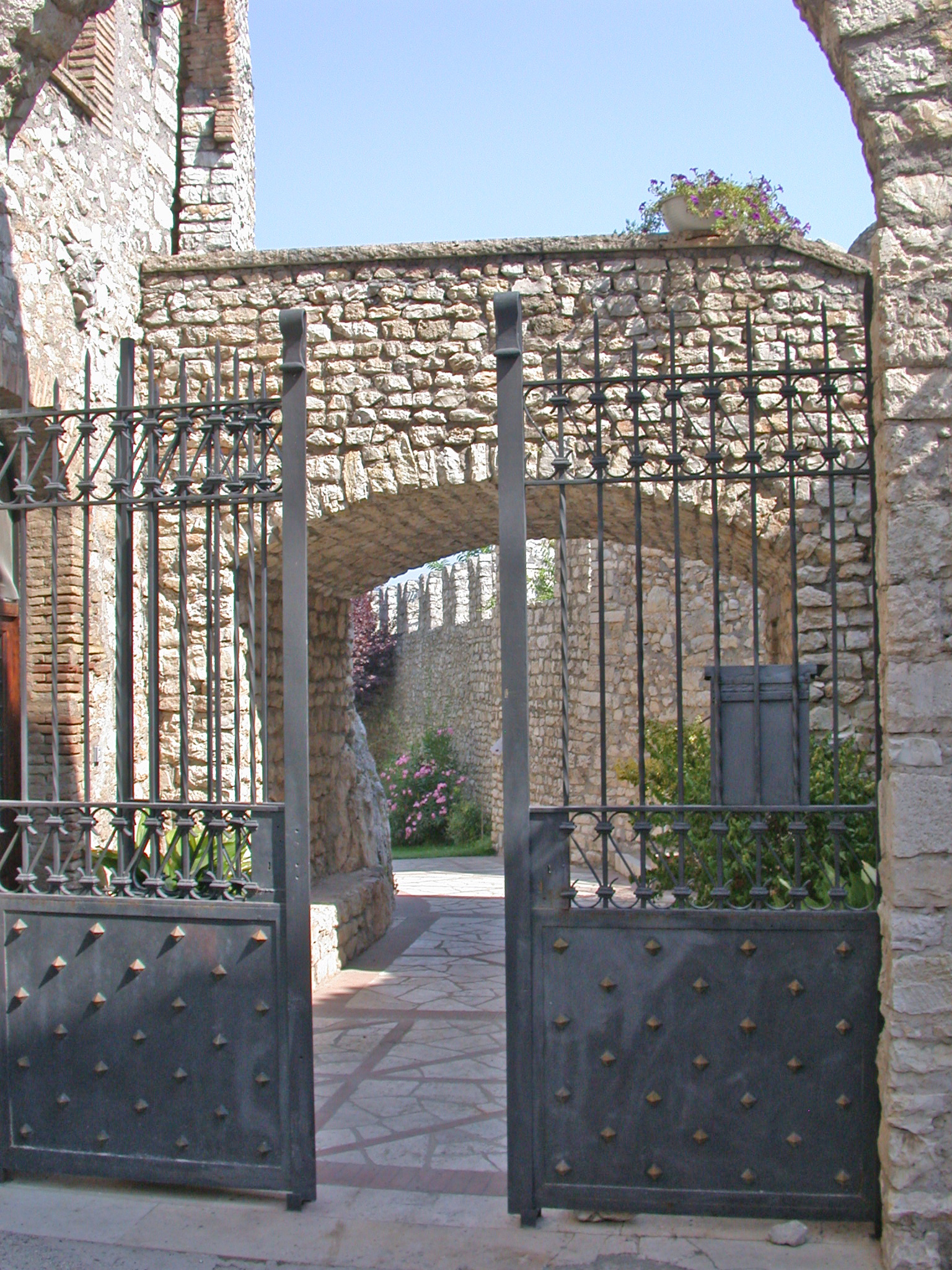
Вход в монастырь (convento delle Clarisse)
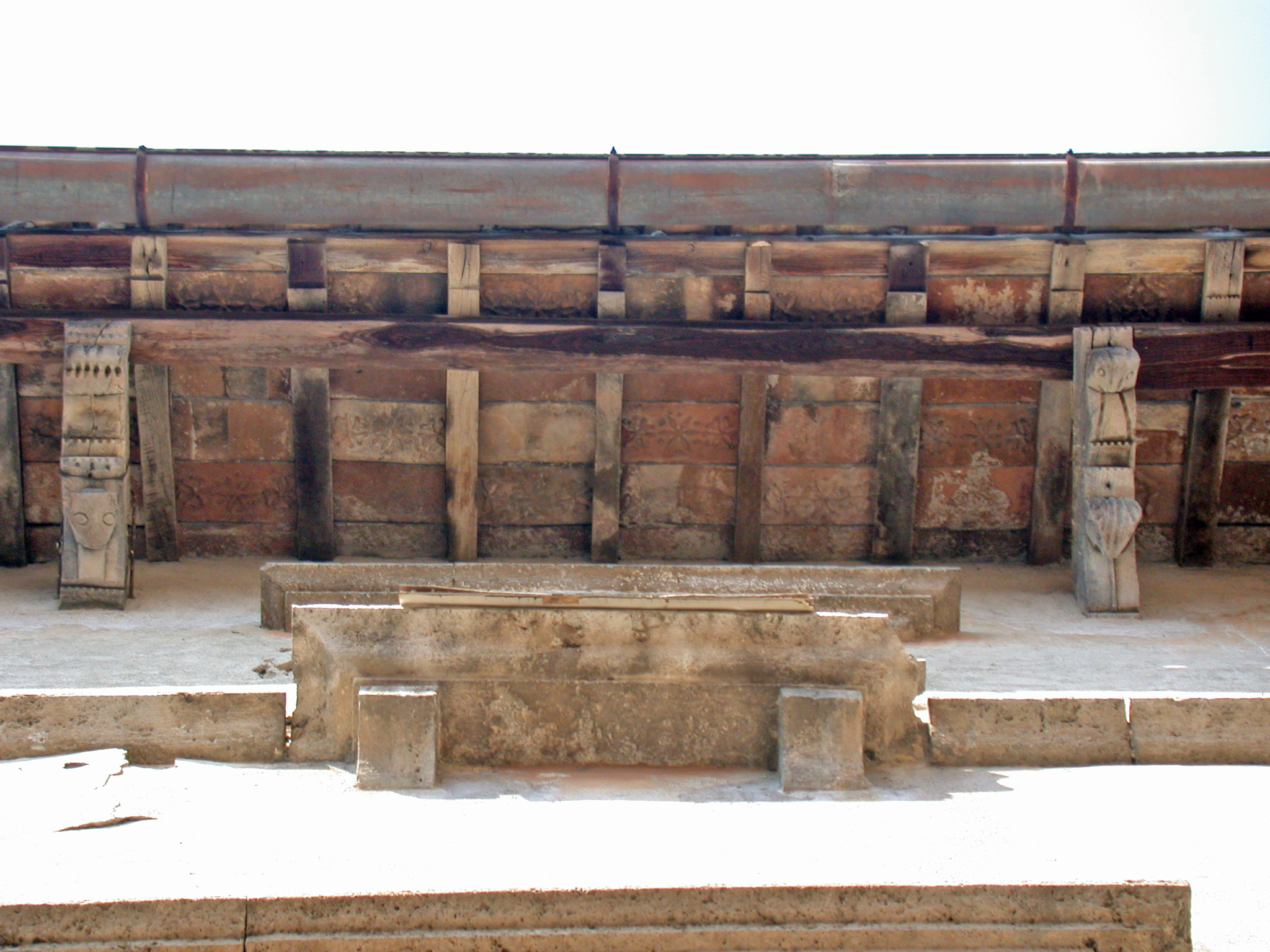
Дворец Орсини, в частности, резные деревянные конструкции, поддерживающие свисающую часть крыши
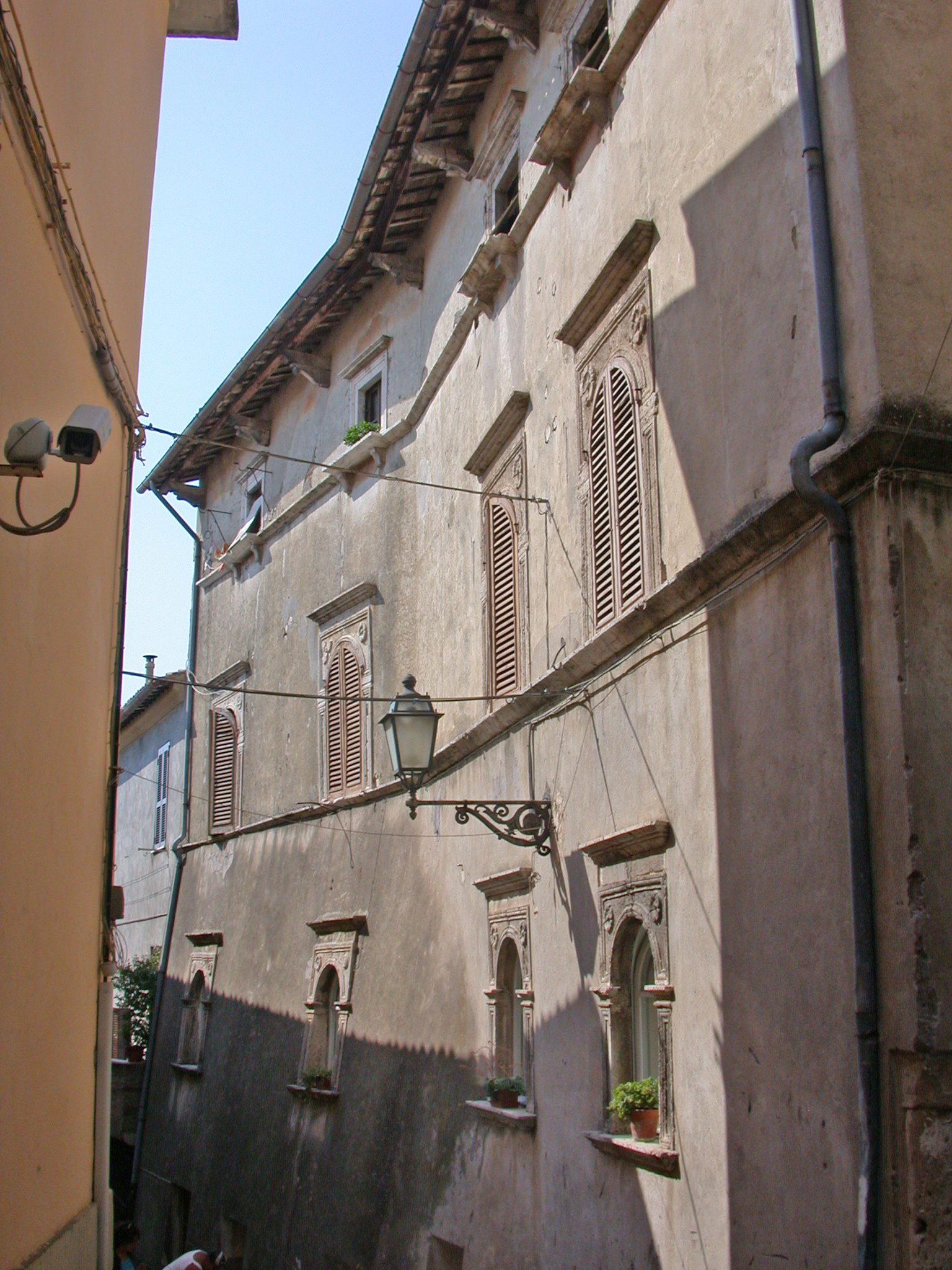
Дворец Орсини (Palazzo Orsini)
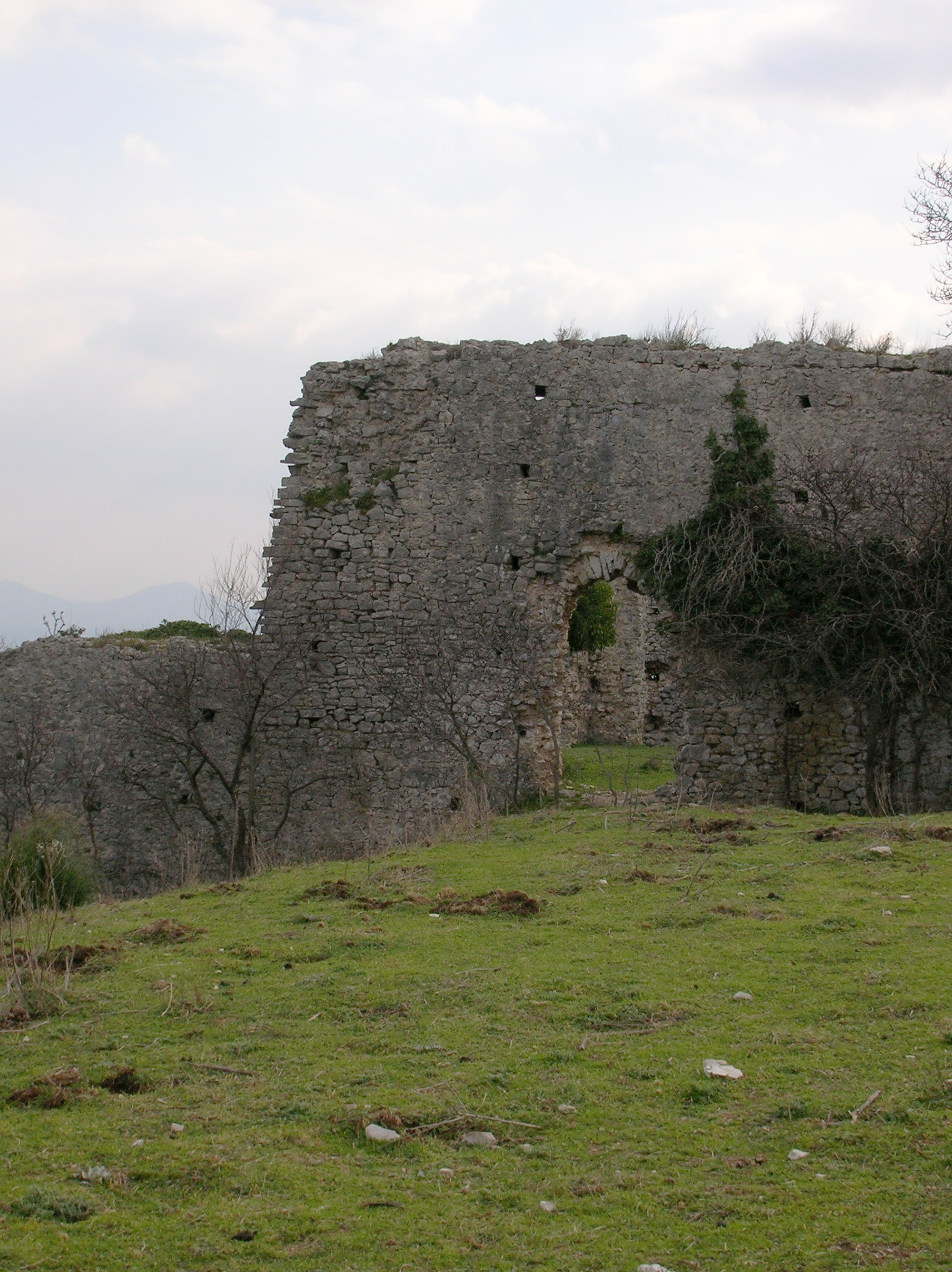
Руины монастыря св.Мартина
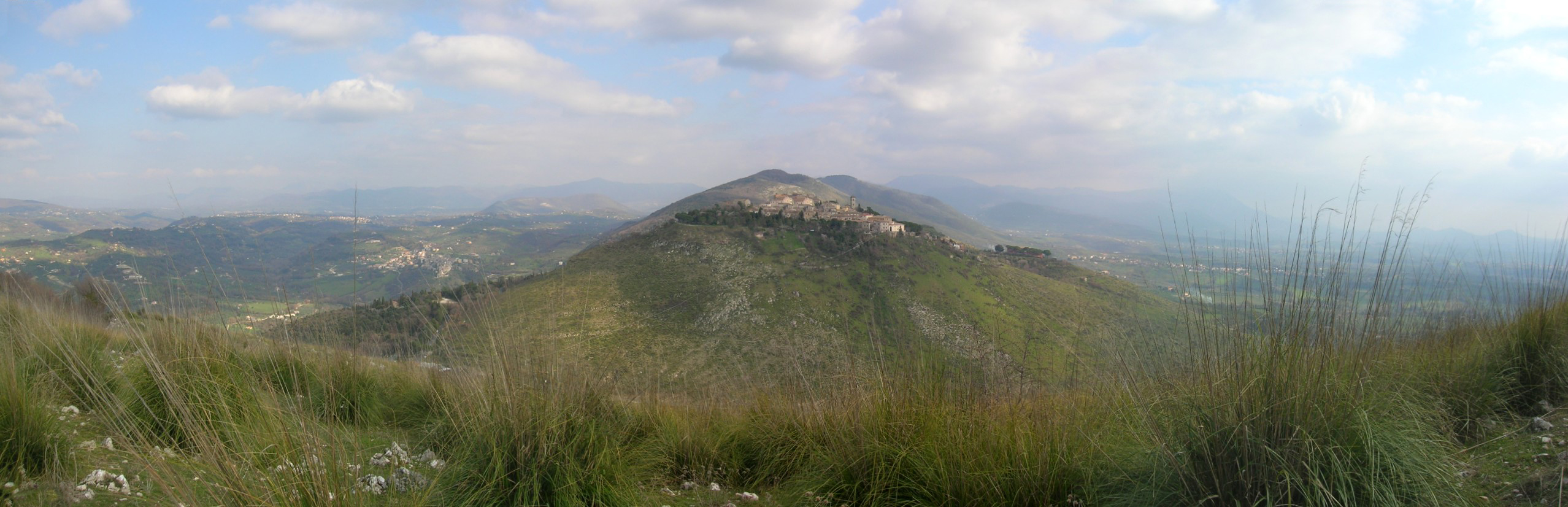
Гора, на которой стоит город